# Гураль-Сверлова Ніна В'ячеславівна
Ніна В'ячеславівна Гураль-Сверлова  (26 жовтня 1970 р., дівоче прізвище Сверлова) — український спеціаліст у галузі дослідження наземних молюсків, малаколог. Кандидат біологічних наук, старший науковий співробітник, завідувач лабораторії малакології Державного природознавчого музею НАН України. Автор близько 160 наукових публікацій у галузях малакології, міріаподопології, музеології, серед яких — визначники наземних молюсків України та її західного регіону. Один із засновників Просвітницької інтернет-програми «Молюски».

## Фахова біографія
У 1993 р. закінчила біологічний факультет Львівського державного університету ім. І. Франка за спеціальністю «Біолог. Зоолог». З 1991 р. працює на різних посадах у Державному природознавчому музеї НАН України. У 1996—2000 рр. навчалася в заочній аспірантурі при музеї. У червні 2001 р. захистила кандидатську дисертацію на тему «Формування угруповань наземних молюсків (Gastropoda, Pulmonata) в урбанізованому середовищі» у Чернівецькому національному університеті ім. Ю. Федьковича. У жовтні 2001 р. — лютому 2002 р. проводила наукові дослідження у Природознавчому музеї Берлінського університету як стипендіат Німецької служби академічного обміну (DAAD). З 2012 р. є одним з авторів Просвітницької інтернет-програми «Молюски», спрямованої на популяризацію малакологічних знань і віртуальне експонування матеріалів малакологічного фонду Державного природознавчого музею.

## Монографічні видання
1. Сверлова Н. В. Наукова номенклатура наземних молюсків фауни України. — Львів: Вид-во Держ. природозн. музею, 2003. — 78 с.
2. Сверлова Н. В. Наукові колекції Державного природознавчого музею. Вип. 1. Наземні молюски. — Львів, 2004. — 200 с.
3. Сверлова Н. В., Гураль Р. І. Визначник наземних молюсків заходу України. — Львів, 2005. — 217 с.
4. Сверлова Н. В., Хлус Л. Н., Крамаренко С. С. и др. Фауна, экология и внутривидовая изменчивость наземных моллюсков в урбанизированной среде. — Львов, 2006. — 226 с.
5. Балашов І. О., Лукашов Д. В., Сверлова Н. В. Наземні молюски Середнього Придніпров'я / Методичний посібник і визначник. — Київ: Фітосоціоцентр, 2007. — 132 с.
6. Гураль-Сверлова Н. В., Гураль Р. І. Наукові колекції Державного природознавчого музею. Вип. 4. Малакологічний фонд. — Львів, 2012. — 253 с.
7. Гураль-Сверлова Н. В., Гураль Р. І. Визначник наземних молюсків України. — Львів, 2012. — 216 с.
8. Гураль-Сверлова Н. В., Гураль Р. И. Моллюски семейства Unionidae в фондах Государственного природоведческого музея НАН Украины, их конхологическая изменчивость и особенности диагностики [Электронный ресурс]. — 2015. — Режим доступа: http://www.pip-mollusca.org/page/epubl/unionidae.php [Архівовано 27 січня 2016 у Wayback Machine.] – 4.03.2015. — Моллюски семейства Unionidae в фондах Государственного природоведческого музея НАН Украины, их конхологическая изменчивость и особенности диагностики. — ISBN 978-966-02-7540-9 (електронне видання).

## Ключові наукові публікації
1. Гураль-Сверлова Н. В., Гураль Р. И. Новые таксоны наземных моллюсков из родов Chondrula и Brephulopsis с территории Украины // Ruthenica. — 2010. — Т. 20, № 1. — С. 1-12.
2. Гураль-Сверлова Н. В. Обзор наземных моллюсков рода Helicopsis (Hygromiidae) Донецкой возвышенности и прилегающих территорий с описанием новых видов // Ruthenica. — 2010. — Т. 20, № 1. — С. 13-26.
3. Гураль-Сверлова Н. В. Предварительные результаты анатомического исследования моллюсков рода Helicopsis (Hygromiidae) Крыма и Причерноморской низменности // Ruthenica. — 2012. — Т. 22, № 1. — С. 15-34.
4. Гураль-Сверлова, Гураль Р. И. Морфологические, анатомические и поведенческие особенности слизней из комплекса Arion lusitanicus s.l. (Arionidae) на западе Украины // Ruthenica. — 2011. — Т. 21, № 2. — С. 97-111.
5. Сверлова Н. В. О распространении некоторых видов наземных моллюсков на территории Украины // Ruthenica. — 2006. — Т.16. — № 1–2. — С. 119—139.
6. Balashov I., Gural-Sverlova N. An annotated checklist of the terrestrial molluscs of Ukraine // Journal of Conchology. — 2012. — Vol. 41, No. 1. — P. 91-109.
7. Гураль-Сверлова Н. В., Балашев И. А., Гураль Р. И. Современное распространение наземных моллюсков семейства Agriolimacidae на территории Украины // Ruthenica. — 2009. — Т. 19, № 2. — С. 53-61.
8. Гураль-Сверлова Н. В., Мартынов В. В. Первая находка наземных моллюсков рода Gibbulinopsis (Gastropoda, Pulmonata, Pupillidae) на территории Украины // Зоол. журн. — 2010. — Т. 89, № 6. — С. 758—761.
9. Гураль-Сверлова Н. В., Мартынов В. В. Первая находка моллюсков рода Elia (Clausiliidae) на территории Украины // Ruthenica. — 2009. — Т. 19, № 1. — С. 31-35.
10. Гураль-Сверлова Н. В., Гураль Р.И Интересные находки брюхоногих моллюсков (Gastropoda, Aciculidae, Terrestribythinellidae) на территории Украинских Карпат // Зоол. журн. — 2009. — Т. 88, вып. 7. — С. 794—799.
11. Гураль-Сверлова Н. В., Мартынов В. В., Гураль Р. И. Первые находки слизней Parmacella ibera и Deroceras subagreste (Gastropoda, Pulmonata) в Украине // Вестн. зоологии. — 2010. — Т. 44, № 3. — С. 265—269.
12. Гураль-Сверлова Н. В., Тимошенко Е. Г. Oxychilus koutaisanus mingrelicus (Zonitidae) и Stenomphalia ravergiensis (Hygromiidae) — кавказские виды наземных моллюсков на юго-востоке Украины // Ruthenica. — 2012. — Т. 22, № 2. — С. 135—140.
13. Balashov I., Gural-Sverlova N. Was there Oxychilus diaphanellus outside Crimea? On the variability of synanthropic Oxychilus translucidus in Ukraine (Stylommatophora, Zonitidae) // Ruthenica. — 2014. — Vol. 24, No. 1. — P. 25-29.
14. Гураль-Сверлова Н. В., Гураль Р. И. Слизни из комплекса Arion subfuscus (Arionidae) на равнинной территории Украины // Ruthenica. — 2015. — Т. 25, № 3. — С. 99-102.
15. Балашев И. А., Сверлова Н. В. Новые данные о распространении наземных моллюсков подрода Limacus (Gastropoda, Pulmonata, Limacidae) на территории Украины // Вестн. зоологии. — 2007. — Вып. 41, № 4. — С. 361—364.
16. Балашёв И. А., Гураль-Сверлова Н. В. Наземные моллюски рода Pyramidula (Pulmonata, Pyramidulidae) Восточной Европы, Центральной Азии и прилегающих территорий // Зоол. журн. — 2011. — Т. 90, № 12. — С. 1423—1430.
17. Гураль-Сверлова Н. В. Анатомическая изменчивость Thoanteus gibber (Gastropoda, Pulmonata, Enidae) и ее возможное таксономическое значение // Зоол. журн. — 2012. — Т. 91, № 5. — С. 524—528.
18. Сверлова Н. В. Анализ некоторых анатомических и конхиологических признаков, используемых для определения подродов и видов рода Cepaea (Stylommatophora, Helicidae) // Зоол. журн. — 1996. — Т. 75, вып. 6. — С. 933—936.
19. Sverlova N. Landschnecken-Farbpolymorphismus aus physikalischen Gründen (Gastropoda: Pulmonata: Stylommatophora) // Malak. Abh. Mus. Tierkde. Dresden. — 2004. — B. 22. — S. 131—145.
20. Sverlova N. Zur Auswertung der Diversität und Struktur des Polymorphismus bei den Bänderschnecken Cepaea hortensis (Müller 1774) und C.nemoralis (Linné 1758) am Beispiel isolierter Populationen // Mitt. Mus. Nat.kd. Berl., Zool. Reihe. — 2004. — B. 80, H. 2. — S. 159—179.
21. Гураль-Сверлова Н. В. Можливості формалізованого статистичного аналізу фенетичної структури популяцій наземних молюсків на прикладі роду Cepaea // Наук. зап. Держ. природозн. музею. — Львів, 2010. — Вип. 26. — С. 61-79.
22. Сверлова Н. В. Полиморфизм интродуцированного вида Cepaea hortensis (Gastropoda, Pulmonata, Helicidae) во Львове. 1. Общие закономерности полиморфизма // Зоол. журн. — 2001. — Т. 80, № 5. — С. 520—524.
23. Сверлова Н. В. Полиморфизм интродуцированного вида Cepaea hortensis (Gastropoda, Pulmonata, Helicidae) во Львове. 2. Изменчивость фенетической структуры в пределах города // Зоол. журн. — 2001. — Т. 80, № 6. — С. 643—649.
24. Sverlova N. Einschleppung und Polymorphismus der Cepaea-Arten am Beispiel von Lwow in der Westukraine(Gastropoda: Pulmonata: Helicidae) // Malak. Abh. Mus. Tierkde. Dresden. — 2002 — B. 20, Nr. 2. — S. 267—274.
25. Сверлова Н. В. Влияние антропогенных барьеров на фенотипическую структуру популяций Cepaea hortensis (Gastropoda, Pulmonata) в условиях города // Вестн. зоологии. — 2002. — Т. 36, № 5. — С. 61-64.
26. Сверлова Н. В. Динаміка фенетичної структури колоній Cepaea hortensis (Gastropoda, Pulmonata, Helicidae) у Львові // Наук. зап. Держ. природозн. музею. — Львів, 2005. — Вип. 21. — С. 77-88.
27. Сверлова Н. В. Особенности фенетической структуры интродуцированных популяций Cepaea nemoralis // Фальцфейнівські читання: Зб. наук. праць. — Херсон: ПП Вишемирський, 2007. — С. 287—292.
28. Сверлова Н. В., Кирпан С. П. Фенетична структура популяцій Cepaea vindobonensis (Gastropoda, Pulmonata, Helicidae) на заході України // Наук. зап. Держ. природозн. музею. — Львів, 2004. — Т. 19. — С. 107—114.
29. Сверлова Н. В. Вплив урбанізації на конхологічні параметри Cepaea vindobonensis (Gastropoda, Pulmonata, Helicidae) на заході України // Наук. зап. Держ. природозн. музею. — Львів, 2007. — Вип. 23. — С. 85-94.
30. Гураль-Сверлова Н. В., Мартинов В. В. Конхологические особенности популяций Cepaea vindobonensis (Gastropoda, Pulmonata, Helicidae) на территории Донецкой области // Проблемы экологии и охраны природы техногенного региона: Межвед. сб. науч. работ / Отв. Ред. С. В. Беспалова. — Донецк: ДонНУ, 2007. Вып. 7. — С. 85-92.
31. Гураль-Сверлова Н. В., Мартынов В. В., Мартынов А. В. Наземные моллюски (Gastropoda, Pulmonata) Донецкой возвышенности и прилегающих территорий // Вестн. зоологии. — 2012. — Т. 46, № 4. — С. 319—326.
32. Сверлова Н. В. Анализ видового разнообразия наземных моллюсков в степной зоне Украины (без Крыма) // Еколого-функціональні та фауністичні аспекти дослідження молюсків, їх роль у біоіндикації стану навколишнього середовища: Зб. наук. праць. — Вип. 2. — Житомир, 2006. — С. 252—256.
33. Сверлова Н. В., Крамаренко С. С., Шклярук А. Н. Наземная малакофауна Северо-Западного Причерноморья: основные результаты и перспективы исследований // Матер. конф. «Чтения памяти А. А. Браунера». — Одесса: АстроПринт, 2000. — С. 29-34.
34. Крамаренко С. С., Сверлова Н. В. К изучению наземной малакофауны (Gastropoda, Pulmonata) Николаевской области // Вестн. зоологии. — 2001. — Т. 35, № 2. — С. 75-78.
35. Сверлова Н. В. Наземна малакофауна (Gastropoda, Pulmonata) Розточчя і Опілля та її зміни за останні 100 років // Наук. зап. Держ. природозн. музею. — Львів, 2001. — Т. 16. — С. 117—123.
36. Сверлова Н. В. Наземна малакофауна Передкарпаття та її антропогенні зміни протягом ХХ століття // Наук. зап. Держ. природозн. музею. — Львів, 2008. — Вип. 24. — С. 127—144.
37. Сверлова Н. В., Гураль Р. І. Зоогеографічний склад сучасної фауни черевоногих молюсків (Gastropoda) західної частини Подільської височини // Вісн. Львів. ун-ту. Серія Географічна. — 2004. — Вип. 30. — С. 288—289.
38. Сверлова Н. В. Биотопическое распределение наземных моллюсков города Львова и его окрестностей // Вестн. зоологии. — 2000. — Т. 34, № 3. — С. 73-77.
39. Сверлова Н. В. Матеріали до моніторингу наземної малакофауни (Gastropoda, Pulmonata) м. Львова та його околиць // Наук. зап. Держ. природозн. музею. — Львів, 2003. — Т. 18. — С. 127—134.
40. Гураль-Сверлова Н. В., Гураль Р. И. Конхиологические особенности интродуцированного вида Chondrula microtraga (Gastropoda, Pulmonata, Enidae) в Одессе // Вестн. зоологии. — 2009. — Т. 43, № 2. — С. 161—166.
41. Гураль-Сверлова Н. В., Гураль Р. І. Рідкісні та маловідомі молюски (Gastropoda et Bivalvia) Українських Карпат // Наук. зап. Держ. природозн. музею. — Львів, 2012. — Вип. 28. — С. 131—142.
42. Гураль-Сверлова Н. В., Гураль Р. І. Рідкісні та маловідомі черевоногі молюски (Gastropoda) рівнинної частини заходу України // Біологічні студії/Studia Biologica. — 2014. — T. 8, № 3-4. — С. 255—272.

## Інші наукові публікації
1. Sverlova N. Zur städtischen Landschneckenfauna der Ukraine (Gastropoda: Pulmonata) // Malak. Abh. Mus. Tierkde. Dresden. — 2000 — B. 20, Nr. 1. — S. 111—117.
2. Sverlova N. Zum Vorkommen der zusätzlichen Bänder in den natürlichen und eingeschleppten Populationen von Bänderschnecken Cepaea (Gastropoda: Pulmonata: Helicidae) // Malak. Abh. Mus. Tierkde. Dresden. — 2003. — B. 21. — S. 137—144.
3. Сверлова Н. В. Изменчивость фенетической структуры в городских колониях интродуцированного вида Cepaea hortensis (Gastropoda, Pulmonata) // Вестн. зоологии. — 2005. –Т. 39, № 4. — С. 29-34.
4. Сверлова Н. В. Изменчивость конхологических параметров в городских колониях Cepaea hortensis (Gastropoda, Pulmonata, Helicidae) // Еколого-функціональні та фауністичні аспекти дослідження молюсків, їх роль у біоіндикації стану навколишнього середовища. — Житомир: Волинь, 2004. — С. 168—171.
5. Гураль-Сверлова Н. В. Зависимость размеров, формы и окраски раковин в популяциях австрийской цепеи Cepaea vindobonensis (Gastropoda, Pulmonata, Helicidae) из разных регионов Украины // Природничий альманах. — 2013. — Вип. 19. — С. 75-82.
6. Гураль-Сверлова Н. В., Гураль Р. И. Залежність якісних і кількісних конхологічних ознак у львівських колоніях садової цепеї Cepaea hortensis // Природа Західного Полісся. — Луцьк, 2014. — № 11.– С. 251—256.
7. Сверлова Н. В. Проблемы экологической интерпретации результатов конхиометрических исследований городских популяций наземных моллюсков на примере Helix pomatia // Фальцфейнівські читання: Зб. наук. праць. — Херсон: Терра, 2005. — Т. 2. — С. 120—125.
8. Крамаренко С. С., Сверлова Н. В. Конхологічні параметри виноградного слимака Helix pomatia (Gastropoda, Pulmonata, Helicidae) на півдні України як можливий наслідок кліматичної селекції // Наук. зап. Держ. природозн. музею. — Львів, 2005. — Вип. 21. — С. 157—164.
9. Сверлова Н. В. Історія і стан вивчення наземної малакофауни (Gastropoda, Pulmonata) заповідника «Медобори» // Роль природно-заповідних територій Західного Поділля та Юри Ойцовської у збереженні біологічного та ландшафтного різноманіття. — Гримайлів-Тернопіль: Лілея, 2003. — С. 499—507.
10. Сверлова Н. В., Мартинов В. В., Мартинов О. В. До вивчення наземної малакофауни (Gastropoda, Pulmonata) південно-східної частини України. // Наук. зап. Держ. природозн. музею. — Львів, 2006. — Вип. 22. — С. 35-46.
11. Гураль-Сверлова Н. В. Наземні молюски (Gastropoda, Pulmonata) Західного Полісся // Наук. вісн. Волинського нац. ун-ту ім. Л.Українки. — Біологічні науки. — 2012. — № 2 (227). — С. 25-30.
12. Гураль-Сверлова Н. В. Видове різноманіття наземних молюсків (Gastropoda, Pulmonata) степового Придніпров'я // Вісник Дніпропетр. держ. аграрно-економ. ун-ту. Біологічні науки. — 2014. — № 1 (33). — С. 146—150.
13. Гураль-Сверлова Н. В., Гураль Р. І. Черевоногі молюски Gastropoda західної частини Малого Полісся і Волинської височини // Подільський природничий вісник. — Кам'янець-Подільський: Аксіома, 2011. — С. 52-65.
14. Кирпан С. П., Сверлова Н. В. До вивчення синантропних елементів у наземних малакоценозах заходу України // Наук. зап. Держ. природозн. музею. — Львів, 2002. — Т. 17. — С. 191—195.
15. Гураль-Сверлова Н. В., Гураль Р. И. Arion lusitanicus (Gastropoda, Pulmonata) на западе Украины // Вестн. зоологии. — 2011. — Т. 45, № 2. — С. 173—177.
16. Гураль-Сверлова Н. В., Гураль Р. І. Поява іспанського слизняка Arion lusitanicus (Gastropoda, Pulmonata, Arionidae) у Львові, її можливі екологічні та економічні наслідки // Наук. зап. Держ. природозн. музею. — Львів, 2011. — Вип. 27. — С. 71-80.
17. Гураль-Сверлова Н. В. Розселення деяких антропохорних видів наземних молюсків на території Львова // Наук. зап. Держ. природозн. музею. — Львів, 2012. — Вип. 28. — С. 77-84.
18. Крамаренко С. С., Сверлова Н. В. До вивчення внутрішньовидової мінливості Chondrula tridens (Gastropoda, Pulmonata, Buliminidae) на заході України та з'ясування таксономічного статусу окремих форм // Наук. зап. Держ. природозн. музею. — Львів, 2003. — Т. 18. — С. 93-110.
19. Крамаренко С. С., Сверлова Н. В. Міжпопуляційна мінливість конхологічних ознак наземного молюска Chondrula tridens (Buliminidae) Північно-Західного Причорномор'я // Наук. зап. Держ. природозн. музею. — Львів, 2006. — Вип. 22. — С. 105—118.
20. Гураль-Сверлова Н. В., Мелещук Л. І. Знахідки наземних молюсків (Gastropoda, Pulmonata) у гніздах птахів та їх екологічна інтерпретація // Наук. зап. Держ. природозн. музею. — Львів, 2011. — Вип. 27. — С. 81-88.
21. Гураль-Сверлова Н. В., Гураль Р. І. Перлівницеві (Bivalvia, Unionidae) у фондах Державного природознавчого музею НАН України і проблеми діагностики окремих представників родини // Біологічні студії / Studia Biologica. — 2009. — Т. 3, № 1. — С. 95-104.
22. Гураль-Сверлова Н. В., Гураль Р. І. Прісноводні молюски родів Planorbarius і Planorbis (Gastropoda, Pulmonata, Planorbidae) у малакологічному фонді Державного природознавчого музею // Наук. зап. Держ. природозн. музею. — Львів, 2009. — Вип. 25. — С. 13-24.
23. Гураль Р. І., Гураль-Сверлова Н. В. Прісноводні молюски родів Unio і Batavusiana (Bivalvia, Unionidae) у малакологічному фонді Державного природознавчого музею НАН України // Наук. вісн. Волинського нац. ун-ту ім. Л.Українки. — Біологічні науки. — 2008. — № 15. — С. 110—116.
24. Сверлова Н. В., Гураль Р. І. Черевоногі молюски роду Theodoxus у малакологічному фонді Державного природознавчого музею // Наук. зап. Держ. природозн. музею. — Львів, 2008. — Вип. 24. — С. 11-20.
25. Гураль-Сверлова Н. В., Гураль Р. И. Моллюски рода Sphaerium (Bivalvia, Spaeriidae) в фондах Государственного природоведческого музея // Биол. вестник (Харьков. нац. ун-т). — 2009. — Т. 13, № 1-2. — С. 72-75.
26. Гураль Р. И., Гураль-Сверлова Н. В. Річкова дрейсена Dreissena polymorpha (Bivalvia, Dreissenidae) на Волинському Поліссі // Наук. вісн. Волин. держ. ун-ту ім. Л.Українки. — 2008. — № 3. — С. 125—128.
27. Сверлова Н. В. Деякі зміни у видовому складі наземної малакофауни Львова за останні 100 років // Наук. зап. Держ. природозн. музею. — Львів, 1997. — Т. 13. — С. 65-68.
28. Сверлова Н. В. Наземні малакокомплекси Львова та їх зв'язок з еколого-фітоценотичними поясами міста // Праці НТШ. — Т. 3. Екологічний збірник. — Львів, 1999. — С. 249—253.
29. Сверлова Н. В. Наземні молюски як індикатори стану паркових біотопів // Проблеми та перспективи розвитку лісового господарства. Наук. вісн. Укр. держ. лісотехн. ун-ту. — Львів, 1998. — Вип. 9.1. — С. 63-64.
30. Гураль-Сверлова Н. В. Наземні малакокомплекси паркових і лісопаркових біотопів Львова та їх зміни пртягом останніх 10-15 років // Наук. зап. Держ. природозн. музею. — Львів, 2014. — Вип. 30. — С. 121—128.
31. Сверлова Н. В. Історичні зміни у наземній малакофауні (Gastropoda, Pulmonata) великого міста на прикладі Львова // Сучасна екологія і проблеми сталого розвитку суспільства. Наук. вісн. Укр. держ. лісотехн. ун-ту. — Львів, 1999. — Вип. 9.8. — С. 127—130.
32. Гураль-Сверлова Н. В., Гураль Р. І. Проникнення нових видів слизняків на територію Львівської області, їх можливе господарське значення та особливості діагностики // Наук. вісн. Львів. нац. ун-ту ветерин. медицини та біотехнологій ім. С. З. Гжицького. — Львів, 2009. — Т. 11, № 3 (42), ч. 1. — С. 269—276.
33. Гураль-Сверлова Н. Созологічна оцінка наземних малакокомплексів Львова та його найближчих околиць // Вісн. Львів. ун-ту. Сер. біол. — 2015. — Вип. 69. — С. 148—155.
34. Гураль Н. В., Гураль Р. И. Наземные моллюски Бахчисарая и его ближайших окрестностей // Наук. зап. Терноп. нац. пед. ун-ту. Сер. Біол. — 2012. — № 2 (51). — С. 101—105.
35. Гураль-Сверлова Н. В., Мартынов В. В. Наземные моллюски Крыма в фондах Государственного природоведческого музея НАН Украины // Наук. зап. Терноп. нац. пед. ун-ту. Сер. Біол. — 2012. — № 2 (51). — С. 105—109.
36. Сверлова Н. В. О необходимости создания единой системы отечественных названий наземных моллюсков // Вісн. Житомир. пед. ун-ту. — Житомир, 2002. — Вип.10. — С.37-40.
37. Кирпан С. П., Крамаренко С. С., Сверлова Н. В., Сон М. О., Шклярук А. Н. К изучению наземной малакофауны в городах Украины // Вісн. Житомир. пед. ун-ту. — Житомир, 2002. — Вип.10. — С.93-96.
38. Сверлова Н. В. Изменчивость раковины Laciniaria plicata (Gastropoda, Pulmonata, Clausiliidae) в условиях города // Вестн. зоологии. — 2000. — Отд. вып. № 14, ч. 2. — С. 22-25.
39. Сверлова Н. В., Гураль Р. И. Сезонная динамика размерно-возрастной структуры интродуцированной популяции наземного моллюска Brephulopsis cylindrica во Львове // Фальцфейнівські читання: Зб. наук. праць. — Херсон: ПП Вишемирський, 2007. — С. 293—295.
40. Сверлова Н. В. Деякі особливості наземної малакофауни міст Середньої та Східної Європи // Наукові основи збереження біотичної різноманітності. — Львів: Ліга-Прес, 2000. — Вип.1. — С. 81-85.
41. Сверлова Н. В. Загальні особливості поліморфізму Cepaea hortensis (Gastropoda, Pulmonata) у Львові // Наукові основи збереження біотичної різноманітності. — Львів: Ліга-Прес, 2000. — Вип.2. — С. 53-58.
42. Сверлова Н. В., Кирпан С. П. Роль великих міст у розселенні деяких видів наземних молюсків (Gastropoda, Pulmonata) // Наукові основи збереження біотичної різноманітності. — Вип. 5. — Львів: Ліга-Прес, 2004. — С. 247—252.
43. Гураль Р. І., Гураль-Сверлова Н. В. Видова різноманітність черевоногих (Gastropoda) і двостулкових (Bivalvia) молюсків на території Шацького національного природного парку // Природа Західного Полісся та прилеглих територій: Зб. наук. праць / відп. ред. Ф. В. Зузук. — Луцьк: Волин. нац. ун-т ім. Лесі Українки, 2008. — С. 129—136.
44. Сверлова Н. В. Знахідка Brephulopsis cylindrica (Gastropoda, Buliminidae) у Львові // Вестн. зоол. — 1998. — Т.32, № 5-6. — С. 72.
45. Гураль-Сверлова Н. В. Нові дані щодо поширення молюска Pomatias rivulare (Gastropoda, Pulmonata, Pomatiasidae) у західній частині гірського Криму // Вестн. зоологии. — 2011. — Т. 45, № 5. — С. 428.
46. Сверлова Н. В., Гураль Р. И. Первая находка наземного моллюска Arion lusitanicus (Gastropoda, Pulmonata, Arionidae) на территории Украины // Живые объекты в условиях антропогенного пресса. Матер. Х Междунар. науч.-практ. конф. (15-18 сентября 2008 г., г. Белгород). — Белгород: ИПЦ «ПОЛИТЕРРА», 2008. — С. 194.
47. Сверлова Н. В., Мартинов В. В. Наземные моллюски Опукского заповедника // Заповедники Крыма-2007. Матер. междунар. научн.-практ. конф. (2 ноября 2007 г., Симферополь). — Ч. 2. Зоология. — Симферополь, 2007. — С. 185—190.
48. Гураль-Сверлова Н. В., Гураль Р. І. Нові знахідки наземних молюсків на території м. Львова та Львівської області // Наук. зап. Держ. природозн. музею. — Львів, 2010. — Вип. 26. — С. 221—222.
49. Гураль-Сверлова Н. В., Гураль Р. І. Просторовий розподіл молюсків на заході України та можливості виділення і охорони особливо цінних локальних малакокомплексів // Проблеми вивчення еволюції та хорології таксономічного різноманіття біоти. Матер. міжнар. наук. конф. (30 вересня — 1 жовтня 2011 р.). — Львів, 2011. — С. 38-41.
50. Гураль-Сверлова Н. В., Мартинов В. В., Мартинов О. В. Наземні та прісноводні молюски НПП «Святі Гори» та його найближчих околиць // Роль природоохоронних установ у збереженні біорозмаїття, етнокультурної спадщини та збалансованому розвитку територій: Матер. міжнар. наук.-практ. конф. (м. Косів, 18-19 травня 2012 р.). — Косів: ПП Павлюк М. Д., 2012. — С. 120—124.
51. Гураль-Сверлова Н. В., Мартынов В. В. Наземные моллюски «Каменных Могил» и других заповедных территорий на востоке Украины // Кам'яні Могили — минуле та сучасність: Матер. наук.-практ. конф. — Донецьк: Ноулідж, 2012. — Вип. 2, Ч. 1. — С. 225—230.
52. Сверлова Н. В. Изменчивость пигидиального сегмента в популяции Trachyspaera costata (Diplopoda, Glomeridae) окрестностей Львова // Вестн. зоологии. — 1996. — № 1-2. — С. 75-76.
53. Сверлова Н. В. Фауна двопарноногих багатоніжок (Diplopoda) м. Львова та його околиць // Наук. зап. Держ. природозн. музею. — Львів, 1994. — Т. 11. — С. 21-27.
54. Сверлова Н. В. До вивчення двопарноногих багатоніжок (Diplopoda) Українських Карпат // Матер. конф. «Фауна Східних Карпат: сучасний стан і охорона». — Ужгород, 1993. — С. 231—233.
55. Гураль-Сверлова Н., Гураль Р. Просвітницька інтернет-програма як нова форма освітньої та експозиційної діяльності музею // Мат. наук.-практ. конф. «Музеї Львова: історія, колекція, люди» (25-26 жовтня 2012 р.). — Львів: Ліга-Прес, 2013. — С. 169—179.
56. Гураль Р. І., Гураль-Сверлова Н. В. Просвітницька інтернет-програма «Молюски»: досвід перших 20 місяців роботи та перспективи подальшого розвитку // Наук. зап. Держ. природозн. музею. — Львів, 2014. — Вип. 30. — С. 85-96.

107. Гураль-Сверлова Н. В., Гураль Р. І. Музейний освітній проект Просвітницька інтернет-програма «Молюски» [Електронний ресурс]. — 2014. — 87 с. — Режим доступу: http://www.pip-mollusca.org/page/epubl/muzeynii-proekt.php [Архівовано 27 січня 2016 у Wayback Machine.] – 23.10.2014. — Музейний освітній проект Просвітницька інтернет-програма «Моллюски». — ISBN 978-966-03-7404-4 (електронне видання).

## Науково-популярні публікації
1. Гураль-Сверлова Н., Гураль Р. 50 найпомітніших молюсків Львова та околиць. — Львів, 2013. — 67 с.
2. Гураль-Сверлова Н. В., Гураль Р. І. Молюски Львова [Електронний ресурс]. — 2014. — 66 с. — Режим доступу: http://www.pip-mollusca.org/page/epubl/index.php [Архівовано 21 січня 2016 у Wayback Machine.] – 14.03.2014. — Молюски Львова. — ISBN 978-966-02-7183-8 (електронне видання).
3. Сверлова Н. Уявити навіть важко, що ховає черепашка // Колосок. — 2006. — № 5. — С. 28-31.
4. Сверлова Н. Звідки ти, равлику? // Колосок. — 2006. — № 6. — С. 28-29.
5. Сверлова Н. Порцелянові равлики: сувеніри, прикраси та гроші // Колосок. — 2007. — № 4. — C. 18-19.